# Юніорська збірна Данії з хокею із шайбою
Юніорська збірна Данії з хокею із шайбою  — національна юніорська команда Данії, що представляє країну на міжнародних змаганнях з хокею із шайбою. Опікується командою Хокейний Союз Данії, команда постійно бере участь у чемпіонаті світу з хокею із шайбою серед юніорських команд.

## Результати

### Чемпіонат Європи до 18 років
| - 1977 — 3 місце Група В - 1978 — 7 місце Група В - 1979 — 8 місце Група В - 1980 — 1 місце Група С - 1981 — 6 місце Група В - 1982 — 4 місце Група В - 1983 — 2 місце Група В - 1984 — 5 місце Група В - 1985 — 5 місце Група В - 1986 — 2 місце Група В - 1987 — 2 місце Група В | - 1988 — 4 місце Група В - 1989 — 4 місце Група В - 1990 — 5 місце Група В - 1991 — 6 місце Група В - 1992 — 2 місце Група В - 1993 — 6 місце Група В - 1994 — 3 місце Група В - 1995 — 3 місце Група В - 1996 — 2 місце Група В - 1997 — 5 місце Група В - 1998 — 6 місце Група В |

### Чемпіонати світу з хокею із шайбою серед юніорських команд
- 1999 — 4 місце Група В
- 2000 — 5 місце Група В
- 2001 — 7 місце І Дивізіон
- 2002 — 6 місце І Дивізіон
- 2003 — 1 місце І Дивізіон Група А
- 2004 — 8 місце
- 2005 — 10 місце
- 2006 — 2 місце І Дивізіон Група В
- 2007 — 1 місце І Дивізіон Група В
- 2008 — 10 місце
- 2009 — 2 місце І Дивізіон Група В
- 2010 — 2 місце І Дивізіон Група А
- 2011 — 1 місце І Дивізіон Група В
- 2012 — 10 місце
- 2013 — 1 місце І Дивізіон Група А
- 2014 — 10 місце
- 2015 — 1 місце Дивізіон І Група А
- 2016 — 10 місце
- 2017 — 3 місце Дивізіон І Група А
- 2018 — 3 місце Дивізіон І Група А
- 2019 — 3 місце Дивізіон І Група А
- 2022 — 5 місце Дивізіон І Група А
- 2023 — 2 місце Дивізіон І Група А
- 2024 — 5 місце Дивізіон І Група А
- 2025 — 1 місце Дивізіон І Група А